# Michaił Kozakow
Michaił Michajłowicz Kozakow, ros.  Михаил Михайлович Козаков (ur. 14 października 1934 w Leningradzie, zm. 22 kwietnia 2011 w Tel Awiwie) – radziecko-rosyjsko-izraelski reżyser i aktor teatralny i filmowy.

## Nagrody
Laureat Nagrody Państwowej ZSRR (1967) i Nagrody Państwowej RFSRR im. braci Wasiljewów (1983). Michaił Kozakow został odznaczony Orderem Honoru (2010) i posiada tytuł Ludowego Artysty RFSRR (1980).

## Filmografia

### Aktor
- 1956: Zbrodnia przy ulicy Dantego (Убийство на улице Данте) jako Charles Tibot
- 1958: Droga przez mękę. Rok osiemnasty (Хождение по мукам. Восемнадцатый год) jako Walerjan Onoli
- 1960: Daleko od Ojczyzny (Далеко от Родины) jako Hauptmann Saugel
- 1962: Dziewięć dni jednego roku (Девять дней одного года) jako Walerij Iwanowicz
- 1962: Diabeł morski (Человек-амфибия) jako Pedro Zurita
- 1966: Strzał (Выстрел) jako Silvio
- 1971: Wszyscy ludzie króla (Вся королевская рать) jako Jack Burden
- 1971: Goya (Goya – oder der arge Weg der Erkenntnis) jako Guillemardet
- 1974: Auto, skrzypce i pies Kleks (Автомобиль, скрипка и собака Клякса) jako muzyk grający na gitarze basowej i skrzypcach
- 1974: Dombey i syn (Домби и сын) jako Solomon Gills
- 1974: Notatki Kluba Pickwicka (Записки Пиквикского клуба) jako Alfred Jingle
- 1974: Słomiany kapelusik (Соломенная шляпка) jako de Rosalba
- 1975: Dzień dobry, jestem wasza ciocia! (Здравствуйте, я ваша тётя!) jako płk. Chesney
- 1975: Jarosław Dąbrowski jako Wasiljew
- 1977: Droga przez mękę (Хождение по мукам) jako Bessonow
- 1978: Bezimienna gwiazda (Безымянная звезда) jako Grieg
- 1978: Życie Beethovena (Жизнь Бетховена) jako Rossini
- 1980: Syndykat-2 (Синдикат-2) jako Feliks Dzierżyński
- 1980: Granica państwowa (Государственная граница) jako Feliks Dzierżyński
- 1981: Dwudzieste grudnia (Двадцатое декабря) jako Feliks Dzierżyński
- 1981: I jestem z wami znów (И с вами снова я) jako Piotr Czaadajew
- 1981: Ten szósty (Шестой) jako Roman Głodow
- 1991: Cień, czy Może być, wszystko obejdzie się (Тень, или Может быть, всё обойдётся) jako Cesar Borgia
- 1995: Fatalne jaja (Роковые яйца) jako Wołand
- 1982: Brama Pokrowska (Покровские ворота) jako Konstantin Romin w nasz czas
- 2004: Gramy Szekspira (Играем Шекспира) jako autor
- 2007: Miłość – zawiłość (Любовь-морковь) jako doktor Kogan
- 2008: Miłość – zawiłość 2 (Любовь-морковь 2) jako doktor Kogan
- 2010: Miłość – zawiłość 3 (Любовь-морковь 3) jako doktor Kogan
- 2011: Boris Godunow (Борис Годунов) jako Pimen

### Reżyser
- 1978: Bezimienna gwiazda (Безымянная звезда)
- 1982: Brama Pokrowska (Покровские ворота)
- 1989: Wizyta pani (Визит дамы)
- 1991: Cień, czy Może być, wszystko obejdzie się (Тень, или Может быть, всё обойдётся)
- 2004: Gramy Szekspira (Играем Шекспира)

### Scenarzysta
- 1982: Brama Pokrowska (Покровские ворота)
- 1989: Wizyta pani (Визит дамы) na podstawie sztuki Wizyta starszej pani Friedricha Dürrenmatta
- 1991: Cień, czy Może być, wszystko obejdzie się (Тень, или Может быть, всё обойдётся) na podstawie komedii Jewgienija Szwarca Cień
- 2004: Gramy Szekspira (Играем Шекспира)